# Giacomo Lauri-Volpi
 (décembre 2013).
Giacomo Lauri-Volpi est un chanteur lyrique (ténor) italien, né à Lanuvio le 11 décembre 1892 et mort à Valence (Espagne) le 17 mars 1979.

## Biographie
Giacomo Lauri-Volpi (le nom de Lauri a été ajouté pour le distinguer d'autres ténors appelés Volpi), orphelin dès son onzième anniversaire, fait d'abord des études de droit, puis de chant avec Antonio Cotogni et Enrico Rosati à Rome (Accademia Santa Cecilia). Engagé dans les combats de la première guerre mondiale, il est un capitaine d'infanterie décoré pour sa bravoure.
Il débute à Viterbe en 1919, dans le rôle d'Arturo dans I puritani, sous le nom de Giacomo Rubini, puis à Rome peu après. Il débute en 1922, à l'invitation d'Arturo Toscanini, à La Scala de Milan, où il chante le duc de Rigoletto, aux côtés de Toti Dal Monte.
Il est invité, en 1923, au Metropolitan Opera de New York, où il chantera régulièrement jusqu'en 1933, dans 26 opéras différents, notamment les premières locales de Luisa Miller et Turandot. Il chante également à Chicago, Mexico, Buenos Aires, tout en continuant sa carrière en Europe, paraissant à Barcelone, Madrid, Paris, Londres, etc.
Il rentre en Europe au moment où la deuxième guerre mondiale éclate et il s'engage de nouveau dans les troupes italiennes, devenant un des seuls artistes lyriques à avoir combattu dans les deux conflits mondiaux. Il devient le ténor favori de la famille Mussolini et il est promu colonel. A la fin de la guerre, ses liens avec le fascisme le conduisent à s'installer en Espagne.
Il chante avec Maria Callas dans Il Trovatore en janvier 1951 à Naples puis dans I puritani en 1952 à Rome et en 1955, il participe à la redécouverte de Poliuto aux Thermes de Caracalla. Giacomo Lauri-Volpi quitte la scène en 1959, mais continue de se produire en concert, notamment dans un gala au Grand théâtre du Liceu à Barcelone où il chante le « Nessun dorma » de Turandot à l'âge de 80 ans.
La longévité de sa carrière (malgré une dégradation sensible de ses moyens à la fin des années 1930), ses qualités vocales et la vaillance de son registre aigu font de lui un des ténors les plus demandés jusque dans les années 1950. Doté d'une excellente technique qui lui permit d'aborder un répertoire d'une grande diversité, allant de Il barbiere di Siviglia à Otello, il chanta avec égal succès La sonnambula (Elvino), L'elisir d'amore (Nemorino), Guillaume Tell (Arnold), Les Huguenots (Nangis), Faust (rôle-titre), Manon (des Grieux), Werther (rôle-titre), Il trovatore (Manrico), Aida (Radamès), La Bohème (Rodolfo), Tosca (Cavaradossi), etc. Son goût pour les notes tenues et pour l'usage des portamenti, que l'on retrouve chez son ami et élève Franco Corelli, lui ont valu des critiques sévères.
Lauri-Volpi a publié plusieurs livres sur son expérience d'artiste lyrique (La prode terra, 1939; A viso aperto, 1953; Incontri e scontri, 1971; Voci parallele, Ed. Bongiovanni, 1977; L'equivoco, 1979). Il a tourné un seul film, nettement moins que ses collègues et concurrents Schipa, et Gigli : Das Lied der Sonne de Max Neufeld, en 1933.
Il était marié depuis 1924 à la soprano espagnole Maria Ros (1891-1970), avec laquelle il se retira en Espagne et où il fut un supporter de Franco.

## Sources
- Alain Pâris, Dictionnaire des interprètes, Robert Laffont, 1989  (ISBN 2-2210-6660-X).
- Richard Martet, Les grands chanteurs du XXe siècle, Paris, Buchet-Chastel, 2012, p. 58-64.